# Sexualidad en personas con síndrome de Down
El esquema evolutivo de los niños y adolescentes con Síndrome de Down se asemeja al resto de personas exceptuando el tiempo que se tarda de pasar de una etapa a otra, que es más prolongado. Las relaciones que presenta con otras personas son más sencillas, básicas y son más sensibles a las tensiones. A pesar de todo esto, la actitud social ante su sexualidad es de carácter restrictivo, de prohibición y de culpabilización.

## Etapas evolutivas

### Sexualidad en la infancia
En la infancia, los cambios que se van desarrollando y el descubrimiento de la sexualidad surgen de la exploración corporal, y del progreso de las relaciones de afecto con sus padres.
La oportunidad para aprender de la sexualidad puede verse más limitada, pues en muchos casos se protege al niño con síndrome de Down por parte de la familia, evitando el acceso de estos a cualquier contenido sexual. Como resultado, estos niños no comprenden los mensajes, miradas e insinuaciones de las conversaciones entre adultos y adolescentes.

### Sexualidad en la adolescencia
Al igual que en los adolescentes sin discapacidad, se producen cambios hormonales, físicos, psicológicos y sociales. Sin embargo estos pueden verse atrasados en el tiempo, los cambios físicos y hormonales por causas fisiológicas, y los cambios psicológicos y sociales por el posible aislamiento que produce la protección de sus padres. De la misma manera que sus iguales las personas con síndrome de Down buscan la independencia de sus padres y el contacto social fuera del círculo familiar.

## Dimensiones de la sexualidad

### Bio-fisiológica
Anatómicamente los genitales masculinos en general se caracterizan por tener un pene más grande, con unos testículos aparentemente normales, que realmente no llegan a tener pleno desarrollo, además de niveles bajos de LH y FSH, pero también hay casos de desarrollo normal de la pubertad, con longitud y volumen normal de los genitales, y valores normales de testosterona, LH y FSH. En las mujeres los caracteres sexuales y la menarquia aparecen de forma tardía; por el contrario, la menopausia se presenta a muy temprana edad.
El grado de fertilidad de los varones es poco claro, pero se cree que raramente lo son, por los problemas con el desarrollo pero también puede estar relacionado con ser sexualmente menos activos. Las mujeres sí pueden ser fértiles, aunque en muchos casos surgen abortos espontáneos. La menor fertilidad se atribuye la presencia de un menor número de folículos ováricos y mayor frecuencia de atresia folicular. Las mujeres embarazadas con síndrome de Down tienen un entre un 35 y un 50 por ciento de posibilidades de trasferir la anomalía. Hasta 2006 se notificaron 29 embarazos en 26 madres con síndrome de Down, y solo tres casos de embarazos con padres con síndrome de Down, siendo los dos primeros del mismo padre.

### Psicosocial
Las personas con síndrome de Down pueden alcanzar una vida afectiva plena, pero existen factores personales como el menor nivel cognitivo, las muestras excesivas de cariño o dificultades comunicativas que le impiden expresar sus sentimientos. También existen factores sociales, como la existencia de prejuicios, o la sobreprotección por parte de la familia o las instituciones que a menudo reducen su intimidad o impiden que la persona cree vínculos afectivos y sexuales con otra persona.

## Estereotipos y prejuicios
Al igual que en el resto de discapacidades, y sobre todo en lo referido a las discapacidades intelectuales, se ha creado una serie de mitos en torno a su sexualidad. Los mitos más frecuentes son: 
- Falta de control de los impulsos. En el caso de los hombres en lo referido a la masturbación ya que se tiene la idea de que los hombres con síndrome de Down tienden a realizar conductas masturbatorias en lugares públicos o inadecuados y en cualquier momento. En lo referido a las mujeres, se tiene la idea de que estas son más promiscuas pues no rechazan el contacto sexual.
- Se tiende a infantilizarlos y no se consideran seres sexuados.
- Las parejas que se forman son entre personas con síndrome de Down.
- Que no pueden concebir y en el caso de que pudieran concebir, su descendencia también padecería el síndrome.[1]

## Barreras y consecuencias
Debido a la falta de educación sexual y de los estereotipos formados respecto a la sexualidad de las personas con síndrome de Down, estas se encuentran con barreras y condiciones desfavorables.
Estas son: 
- Falta de reconocimiento de su sexualidad. Y si se reconoce se le da un valor inferior, pues se considera que “no es igual a los demás”. Es decir se tiende a asexuar a la persona, y en consecuencia a sobreprotegerlo.
- No se le reconoce su derecho a la intimidad y a la privacidad tanto por parte de las familias como de las instituciones.
- Ausencia de modelos de comportamiento en las habilidad sociosexuales
- Mayor desconocimiento de riesgos sexuales, tales como embarazos no deseados, aborto, abusos sexuales y enfermedades de transmisión sexual[1]

## Educación sexual
Del mismo modo que en las personas sin ningún tipo de discapacidad es necesaria una educación sexual para conseguir una sexualidad saludable, en las personas con síndrome de Down perseguiríamos este mismo objetivo, pero adaptándola a las características de este colectivo e individualizándola. 
Por lo tanto, se necesita que la información sea sencilla, insistiendo meticulosamente en aspectos relevantes y asegurándonos de una correcta comprensión. 
Los objetivos básicos de la educación sexual en este colectivo son:[cita requerida]
1. Nociones básicas de higiene corporal y sexual
2. Aceptación de su cuerpo e identidad sexual
3. Disponer de información sexual acerca de conductas sexuales, uso preservativo y abuso sexual
4. Desarrollar masturbación en condiciones adecuadas de intimidad
5. Capacidad de negar las prácticas sexuales no deseadas
6. Cuidar y fomentar las relaciones de pareja